# Климовский, Константин Вячеславович
Константин Вячеславович Климовский (род. 16 июня 1966) — российский дипломат. Чрезвычайный и полномочный посол (2023).

## Биография
Окончил Московский государственный институт международных отношений (МГИМО) МИД СССР (1989). Владеет английским, французским и арабским языками. На дипломатической работе с 1989 года.
В 2007—2011 годах — генеральный консул России в Страсбурге (Франция).
В 2011—2014 годах — советник-посланник Посольства России в Тунисе.
В 2014—2017 годах — заместитель директора Департамента по работе с соотечественниками за рубежом МИД России.
С 18 сентября 2017 года по 13 сентября 2024 года — чрезвычайный и полномочный посол Российской Федерации на Маврикии. Верительные грамоты вручил 9 ноября 2017 года.

## Дипломатический ранг
- Чрезвычайный и полномочный посланник 2 класса (8 декабря 2009)[4].
- Чрезвычайный и полномочный посланник 1 класса (10 февраля 2018)[5].
- Чрезвычайный и полномочный посол (9 июня 2023)[6].

## Семья
Женат, имеет двух сыновей.

## Награды
- Медаль ордена «За заслуги перед Отечеством» II степени — За большой вклад в реализацию внешнеполитического курса Российской Федерации и многолетнюю добросовестную работу[7].